# Połonina Równa
Połonina Równa (522.21; niekiedy także Połonina Runa; ukr. Полонина Рівна – Połonyna Riwna, węg. Róna havas) – pasmo górskie na ukraińskim Zakarpaciu. Należy do Beskidów Połonińskich w łańcuchu Zewnętrznych Karpat Wschodnich. Geografowie ukraińscy zaliczają Połoninę Równą do Bieszczadów Wschodnich.
Pasmo Połoniny Równej ma około 15 km długości, rozciąga się między doliną Użu na północnym zachodzie, a doliną Wiczy (dopływu Latoricy) na południowym wschodzie. Na zachodzie Połonina Równa graniczy z Pogórzem Ondawskim i Wyhorlatem, na wschodzie – z Połoniną Borżawą. Na północy od Bieszczadów oddziela ją obniżenie dolin górnego Użu i Żdenówki (dopływu Latoricy). Na południu doliny Turii (dopływu Użu) i Pyni (dopływu Latoricy) oddzielają Połoninę Równą od pasma Makowicy.
Grzbiet Połoniny Równej jest szeroki, łagodnie nachylony na południe i silnie pocięty dolinami Luty, Lucianki, Turycy i Szypotu – dopływów Użu oraz Pyni – dopływu Latoricy i samej Latoricy. Rzeki spływają na południe łagodnymi południowymi stokami. Północne zbocza masywu są strome.
Ciąg kulminacji Połoniny Równej biegnie przy północnej krawędzi pasma. Najbardziej wysuniętym na zachód szczytem pasma jest Jawornyk (1020 m n.p.m.), dalej na wschód leżą Krasiwa (1036 m n.p.m.), Lutańska Holica (1374 m n.p.m.) i Równa (najwyższy szczyt pasma – 1482 m n.p.m., lokalizacja: 48°48′01,7878″N 22°48′33,8720″E/48,800497 22,809409) z sąsiednimi szczytami Wysoki Wierch (1413 m n.p.m.) i Menczuł (1294 m n.p.m.). Za doliną Szypotu leżą kulminacje Menczuł (1104 m n.p.m.) i Wełykyj Wyżeń (1052 m n.p.m.). Za doliną Małej Pyni z Przełęczą Uklińską (562 m n.p.m.) leży szczyt Wyzłyszcze (1052 m n.p.m.). Na wschodnim krańcu pasma, za doliną Latoricy, leży szczyt Bużora (1095 m n.p.m.).
Zbocza Połoniny Równej porastają lasy, głównie bukowe. Szczytowe partie, powyżej 1200 m n.p.m., stanowi ciąg połonin, wykorzystywanych pastersko. Na szczytowej połoninie znajdują się opuszczone instalacje wojskowe: baza rakietowa i koszary, do których prowadzi utwardzona droga z płyt betonowych, umożliwiająca wjazd na szczyt również samochodem.